# Philipp zu Eulenburg
Philipp Friedrich Alexander zu Eulenburg und Hertefeld (12. února 1847 Königsberg – 17. září 1921 Liebenberg) byl pruský diplomat a důvěrník německého císaře Viléma II. Pocházel z junkerské důstojnické rodiny a absolvoval kadetku v Kasselu. Jako důstojník se účastnil prusko-francouzské války (1870–1871), kde byl vyznamenán Železným křížem. Kariéru v armádě však poté opustil a věnoval se studiu práv. 
V letech 1877 až 1903 Philipp zu Eulenburg působil jako pruský diplomat. 19. dubna 1886 poznal budoucího císaře Viléma II., s nímž se spřátelil a měl na něj dlouhá léta velký vliv. Mimo jiné stál za odvoláním kancléře Bismarcka roku 1890. 1. ledna 1900 byl císařem povýšen na pruského dědičného knížete.
Roku 1906 uveřejnil publicista Maximilian Harden řadu článků, ve kterých naznačil, že Eulenburg je homosexuál. Tím vznikla takzvaná Hardenova-Eulenburgova aféra, jeden z největších skandálů vilémovského Německa. Aféra na podzim 1907 vyústila soudními procesy. Hardenovi svědci pod přísahou dosvědčili, že s nimi Eulenburg měl pohlavní styk, k odsouzení však nedošlo, protože obžalovaný se nervově zhroutil a byl od roku 1908 považován za neschopného soudního procesu. Skandál otřásl důvěrou v císaře a okruh jeho nejbližších, a Vilém II. proto ukončil své přátelství s Eulenburgem.
Po aféře se společensky izolovaný Eulenburg stáhl na rodinný zámek Liebenberg, kde se věnoval zpracování své korespondence a rodinné historie. Zde také zemřel a je pohřben.
Roku 1875 se oženil s Augustou Sandelsovou; manželé pak postupně měli osm dětí.
- 1. Filip (16. 11. 1876 Wulkow – 28. 6. 1878 Berlín)[1]
- 2. Astrid (25. 3. 1879 Berlín – 23. 3. 1881 Paříž)[2]
- 3. Alexandrine (1. 7. 1880 Liebenberg – 3. 2. 1957 Friedelhausen), manž. 1910 hrabě Eberhard von Schwerin (11. 7. 1882 Weilburg – 5. 4. 1954 tamtéž)[3]
- 4. Friedrich-Wend (19. 9. 1881 Starnberg – 1. 8. 1963 Weeze), manž. 1904 Marie Mayr-Melnhof (8. 4. 1884 Vídeň – 3. 2. 1960 Weeze)[3]
- 5. Augusta (1. 9. 1882 Starnberg – 28. 1. 1974 tamtéž), manž. 1907 Edmund Jaroljmek (1. 7. 1882 Trbovlje – 22. 11. 1953 Vídeň), rozvedli se roku 1934[3][4]
- 6. Botho Sigwart (10. 1. 1884 Mnichov – 2. 6. 1915 Jasło), hudební skladatel pozdního romantismu, padl v první světové válce, manž. 1909 Helene Staegemann (18. 4. 1877 Hannover – 24. 8. 1923 Garmisch-Partenkirchen)[3]
- 7. Karl Kuno (16. 6. 1885 Starnberg – 4. 12. 1975 Weeze), I. manž. 1908 Sophie Moshammer (9. 4. 1891 Mnichov – 8. 5. 1944 tamtéž), rozvedeni roku 1923, II. manž. 1923 Geertruida Verwey (6. 5. 1901 Utrecht – 28. 10. 1987 Weeze)[3]
- 8. Viktoria (13. 7. 1886 Starnberg – 23. 9. 1967 tamtéž), manž. 1909 Otto Ludwig Haas-Heye (16. 12. 1879 Heidelberg – 9. 6. 1959 Mannheim), rozvedeni v roce 1921[3]